# Tokarnia (Małe Pieniny)

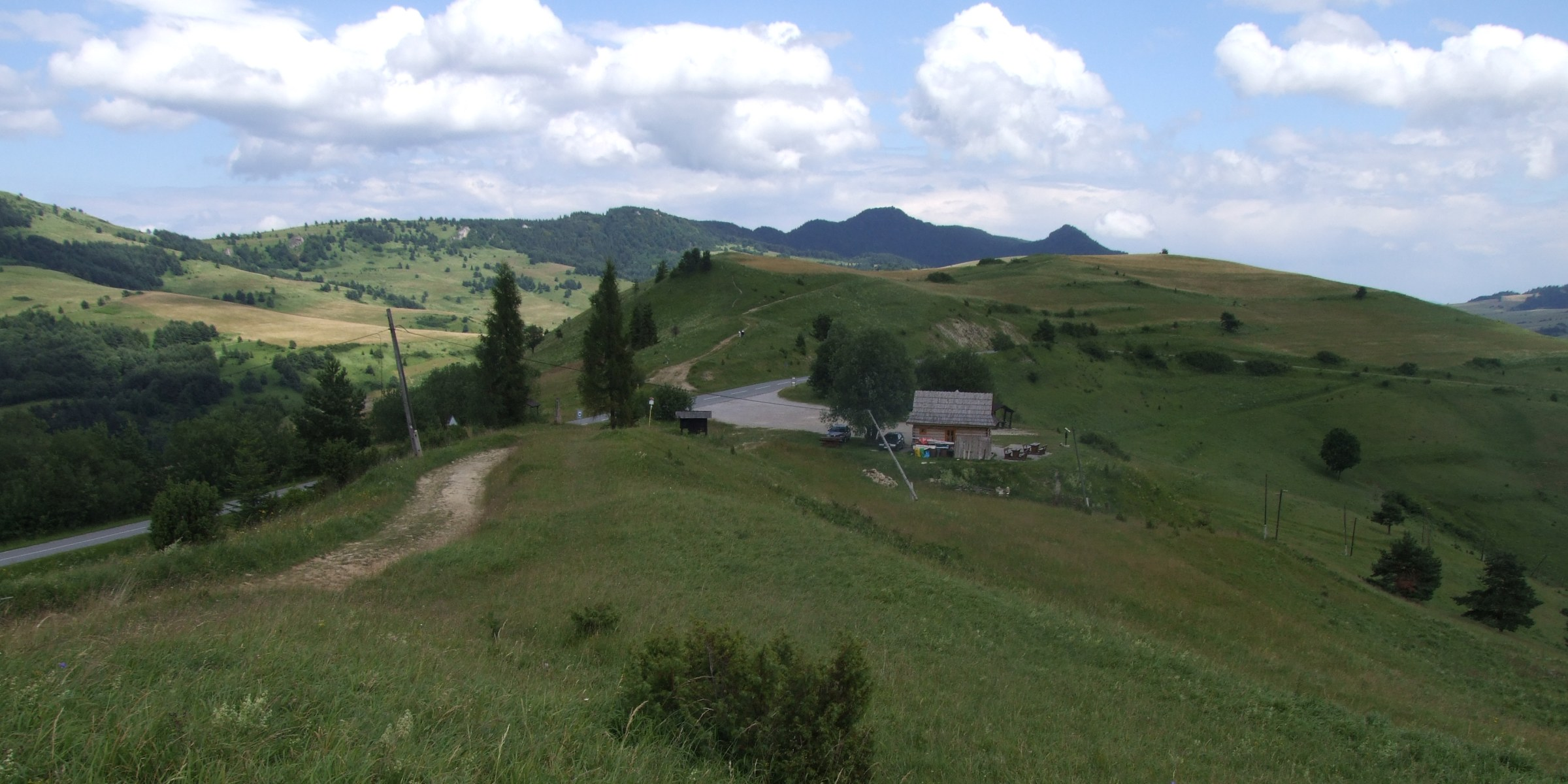
Przełęcz pod Tokarnią i Tokarnia, w głębi Małe Pieniny

Tokarnia (słow. Tokárne, 748 m n.p.m.) – kopulaste wzniesienie w słowackich Pieninach. Znajduje się w bocznym grzbiecie łączącym Małe Pieniny z Grupą Golicy, pomiędzy Wysokim Wierchem (899 m), a Przełęczą pod Tokarnią (710 m). Południowe jego stoki opadają do doliny Lipnika, wschodnie do doliny jego dopływu, zachodnie do doliny Leśnego Potoku. Wzniesienie jest całkowicie bezleśne, pokryte tarasami pół uprawnych miejscowości Wielki Lipnik. Obecnie użytkowane są one jako łąki i pastwiska, bardziej strome i słabo użytkowane wschodnie stoki stopniowo zarastają jałowcami i innymi zaroślami. Stoki Tokarni trawersuje wykonana w 1967 droga łącząca Wielki Lipnik z Leśnicą. Grzbietem, omijając po północnej stronie wierzchołek, prowadzi żółty szlak turystyczny z dawnego turystycznego przejścia polsko-słowackiego na Wysokim Wierchu.

## Szlaki turystyczne
żółty: Szlachtowa – Wysoki Wierch – Przełęcz pod Tokarnią – Wielki Lipnik. 2 h, ↓ 2:05 h.